# آلگار د پالانسیا
آلگار د پالانسیا (به اسپانیایی: Algar de Palancia) یک شهرستان در اسپانیا است که در سائونتو واقع شده‌است.

## خصوصیات
آلگار د پالانسیا ۱۳٫۲۰ کیلومترمربع مساحت و ۵۸۳ نفر جمعیت دارد و ۲۰۴ متر بالاتر از سطح دریا واقع شده‌است.